# Ambiplasma
Ambiplasma é, em cosmologia, um plasma hipotético que contém uma mistura da matéria e de antimatéria. Este conceito foi desenvolvido como uma alternativa à teoria do Big bang. Nessa teoria, o universo sempre existiu e não tem nenhum ponto de origem. O ambiplasma é formado por  próton-anti-próton (ambiplasma pesado) e de elétron-pósitron (ambiplasma leve). Essencialmente, o universo contém o ambiplasma simétrico pesado com o ambiplasma leve protetor, separados pelo efeito de Leidenfrost.
O ambiplasma pode ter vida relativamente longa, porque as partículas e as antipartículas componentes são demasiado quentes e de baixa densidade para aniquilarem-se rapidamente. O ambiplasma é afetado pela condensação de ondas gravitacionais e outras radiações de pressão expansiva. O universo submete-se aos frames de expansão e contração, por muitos milhares de anos, produzindo o ambiplasma pesado e o ambiplasma leve em fases alternas. Como a matéria e a antimatéria interagem e aniquilam-se, mais elétrons e pósitrons (entre outras radiações) são produzidos.